# Dasypus hybridus
L'armadillo meridionale (Dasypus hybridus) è un armadillo diffuso nella zona fra Argentina centro-settentrionale e Brasile meridionale, dove vive nelle zone erbose o semiboschive.
Misura fino a 90 cm di lunghezza (circa metà dei quali è costituita dalla coda), per un peso che può raggiungere i 10 kg.
È molto simile all'armadillo a 9 fasce, rispetto al quale ha però orecchie più arrotondate e colori generalmente più scuri.